# Карасу (Осакаровский район)
Карасу (каз. Қарасу) — село в Осакаровском районе Карагандинской области Казахстана. Входит в состав Родниковского сельского округа. Код КАТО — 355673200.

## Население
В 1999 году население села составляло 220 человек (106 мужчин и 114 женщин). По данным переписи 2009 года, в селе проживало 126 человек (74 мужчины и 52 женщины).